# Клисура (Сурдулица)
Клисура је насеље у Србији у општини Сурдулица у Пчињском округу. Према попису из 2022. било је 114 становника.

## Географија
Налази се у југоисточном делу Србије, у близини Власинског језера. 37 километара од Сурдулице, а 6 километара од граничног прелаза Стрезимировци, који је и бугарски гранични прелаз.

## Историја
Пре Првог светског рата припадала је Бугарској, па је после Нејског мировног уговора 1919. Бугарска морала као део ратне одштете да додели Краљевини СХС део своје територије, па је самим тим припала Краљевини СХС.

## Демографија
У насељу Клисура живи 308 пунолетних становника, а просечна старост становништва износи 56,9 година (53,0 код мушкараца и 60,5 код жена). У насељу има 169 домаћинстава, а просечан број чланова по домаћинству је 1,96.
Становништво у овом насељу веома је нехомогено (према попису из 2002. године), а у последња три пописа, примећен је пад у броју становника.
|  |

| Демографија | Демографија | Демографија |
| Година      | Становника  | Становника  |
| ----------- | ----------- | ----------- |
| 1948.       | 2.315       |             |
| 1953.       | 2.341       |             |
| 1961.       | 2.211       |             |
| 1971.       | 1.731       |             |
| 1981.       | 999         |             |
| 1991.       | 508         | 508         |
| 2002.       | 332         | 336         |
| 2011.       | 206         |             |
| 2022.       | 114         |             |

| Година пописа     | 1948. | 1953. | 1961. | 1971. | 1981. | 1991. | 2002. |
| ----------------- | ----- | ----- | ----- | ----- | ----- | ----- | ----- |
| Број домаћинстава | 406   | 414   | 448   | 425   | 314   | 220   | 169   |

| Број чланова      | 1  | 2  | 3  | 4  | 5 | 6 | 7 | 8 | 9 | 10 и више | Просек |
| ----------------- | -- | -- | -- | -- | - | - | - | - | - | --------- | ------ |
| Број домаћинстава | 77 | 57 | 15 | 11 | 5 | 3 | 0 | 0 | 1 | 0         | 1,96   |

| Пол    | Укупно | Неожењен/Неудата | Ожењен/Удата | Удовац/Удовица | Разведен/Разведена | Непознато |
| ------ | ------ | ---------------- | ------------ | -------------- | ------------------ | --------- |
| Мушки  | 146    | 42               | 76           | 19             | 8                  | 1         |
| Женски | 165    | 28               | 76           | 53             | 7                  | 1         |
| УКУПНО | 311    | 70               | 152          | 72             | 15                 | 2         |

| Пол    | Укупно                    | Пољопривреда, лов и шумарство | Рибарство                            | Вађење руде и камена | Прерађивачка индустрија       |
| ------ | ------------------------- | ----------------------------- | ------------------------------------ | -------------------- | ----------------------------- |
| Мушки  | 33                        | 15                            | 0                                    | 0                    | 0                             |
| Женски | 7                         | 0                             | 0                                    | 0                    | 0                             |
| УКУПНО | 40                        | 15                            | 0                                    | 0                    | 0                             |
| Пол    | Производња и снабдевање   | Грађевинарство                | Трговина                             | Хотели и ресторани   | Саобраћај, складиштење и везе |
| Мушки  | 0                         | 3                             | 2                                    | 0                    | 2                             |
| Женски | 0                         | 0                             | 4                                    | 0                    | 0                             |
| УКУПНО | 0                         | 3                             | 6                                    | 0                    | 2                             |
| Пол    | Финансијско посредовање   | Некретнине                    | Државна управа и одбрана             | Образовање           | Здравствени и социјални рад   |
| Мушки  | 0                         | 0                             | 0                                    | 4                    | 3                             |
| Женски | 0                         | 1                             | 0                                    | 1                    | 1                             |
| УКУПНО | 0                         | 1                             | 0                                    | 5                    | 4                             |
| Пол    | Остале услужне активности | Приватна домаћинства          | Екстериторијалне организације и тела | Непознато            | Непознато                     |
| Мушки  | 1                         | 0                             | 0                                    | 3                    | 3                             |
| Женски | 0                         | 0                             | 0                                    | 0                    | 0                             |
| УКУПНО | 1                         | 0                             | 0                                    | 3                    | 3                             |

| Етнички састав према попису из 2002.‍ | Етнички састав према попису из 2002.‍ | Етнички састав према попису из 2002.‍ | Етнички састав према попису из 2002.‍ | Етнички састав према попису из 2002.‍ |
| ------------------------------------ | ------------------------------------ | ------------------------------------ | ------------------------------------ | ------------------------------------ |
|                                      |                                      |                                      |                                      |                                      |
| Бугари                               | Бугари                               |                                      | 199                                  | 59,93%                               |
| Срби                                 | Срби                                 |                                      | 101                                  | 30,42%                               |
| Југословени                          | Југословени                          |                                      | 1                                    | 0,30%                                |
| неизјашњени                          | неизјашњени                          |                                      | 28                                   | 8,43%                                |

| Етнички састав према попису из 2022.‍ | Етнички састав према попису из 2022.‍ | Етнички састав према попису из 2022.‍ | Етнички састав према попису из 2022.‍ | Етнички састав према попису из 2022.‍ |
| ------------------------------------ | ------------------------------------ | ------------------------------------ | ------------------------------------ | ------------------------------------ |
|                                      |                                      |                                      |                                      |                                      |
| Срби                                 | Срби                                 |                                      | 53                                   | 46,5%                                |
| Бугари                               | Бугари                               |                                      | 38                                   | 33,3%                                |
| неизјашњени                          | неизјашњени                          |                                      | 19                                   | 16,7%                                |

## Познате личности
- Аранђел Станојевић-Трнски, народни старешина и војвода трнски и знепољски